# Alaunschiefer

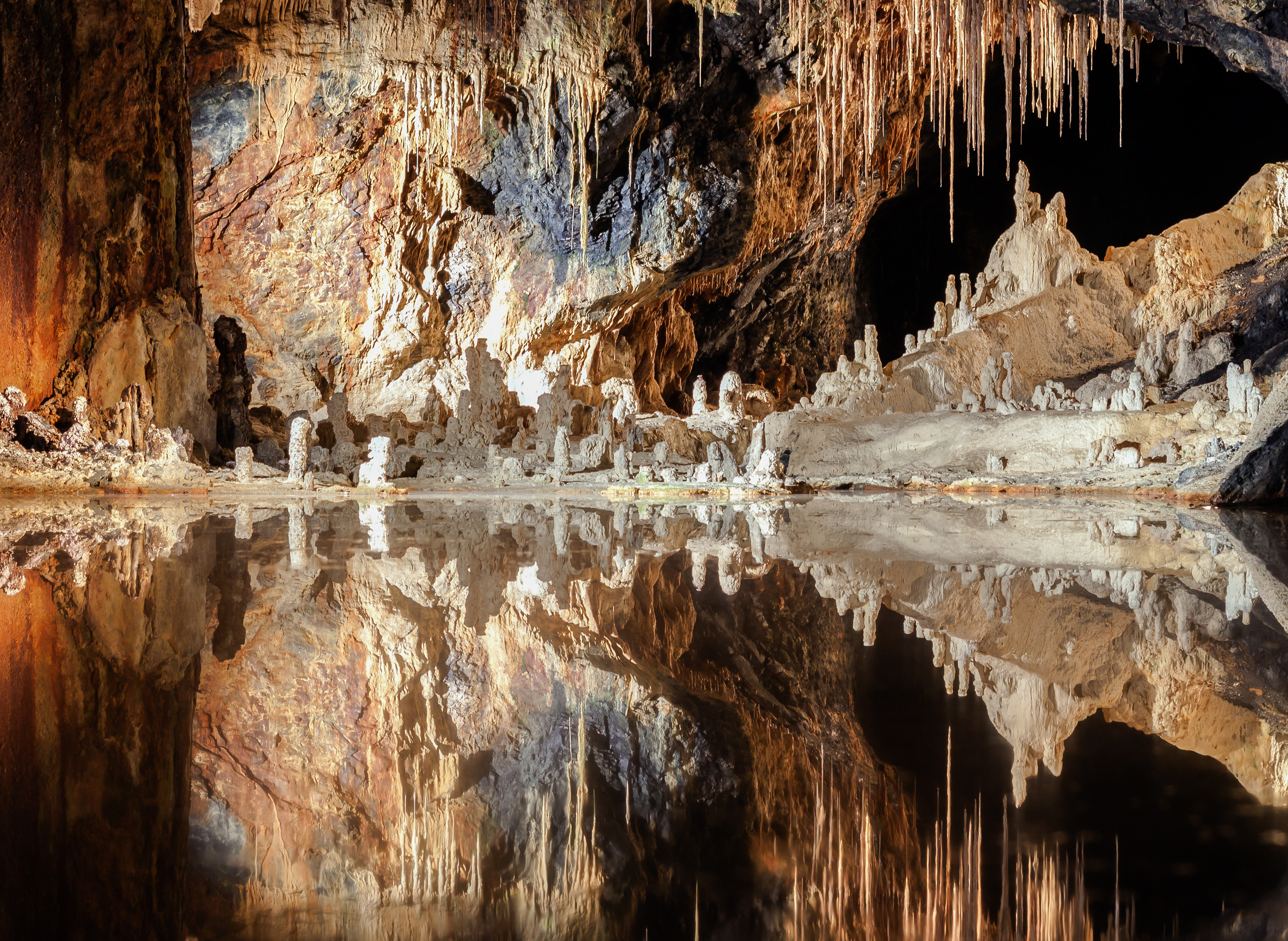
Ehemaliges Alaunschieferbergwerk Saalfelder Feengrotten

Alaunschiefer oder Vitriolschiefer ist ein häufig mit feinverteiltem Pyrit (Eisenmineral, FeS2) und organischen Komponenten durchsetztes pelitisches Gestein. Es können dabei auch weitere Sulfidminerale auftreten. Wegen ihrer Petrogenese gehören Alaunschiefer zur Gruppe der Schwarzschiefer, Sedimentgesteine mit Ähnlichkeiten zu den Tonschiefern. Häufig ist das Gestein dunkel, durch Verwitterung können auch gelbliche, bräunliche und weißliche Tönungen auftreten.
Das Gestein setzt bei der Verwitterung Gips und geringfügig andere Sulfatminerale frei, ebenso können sich Alaune bilden. Aus manchen Lagerstätten gewann man mit Hilfe eines technisch bewerkstelligten Schwelvorganges das Handelsprodukt „Alaun“, ein Doppelsalz aus Kalium- und Aluminiumsulfat, das früher in großem Umfang unter anderem in Gerbereien als Gerbmittel und in Färbereien als Beizmittel Verwendung fand.
Das Alaun wurde in Alaunwerken zunächst aus Alunit gewonnen, nach 1500 wurde die Gewinnung aus Alaunschiefer entwickelt. Die bedeutendste Alaunschiefer-Lagerstätte des Mittelalters war in Smyrna, dem heutigen Izmir, gelegen. Nach 1800 lösten chemische Herstellungsmethoden Alunit und Alaunschiefer als Quelle für Alaune ab.
In manchen Schiefern bilden sich bei der Verwitterung auch Sulfate des Kupfers oder des Zinks, die so genannten Vitriole.